# School Punks
School Punks es el cuarto álbum de estudio de la banda estadounidense Brownsville Station. Fue publicado en mayo de 1974 por el sello discográfico Big Tree Records.

## Recepción de la crítica
Un escritor no especificado de la revista Cash Box declaró: “La efusiva Brownsville Station Gang está de vuelta en el negocio y esta vez suenan mejor que nunca. El bonito título es sólo el comienzo de su asalto rockero a las debilidades de la existencia adolescente, y hacen su trabajo extremadamente bien... Un LP particularmente bueno en varios niveles, esperamos que tenga éxito pronto”.

## Lista de canciones
Todas las canciones escritas y compuestas por Michael “Sam” Lutz y Cub Koda, excepto donde esta anotado. 
| Lado uno |                               |                        |          |  |
| N.º      | Título                        | Escritor(es)           | Duración |  |
| 1.       | «Kings of the Party»          | Lutz Henry Weck Koda   | 4:12     |  |
| 2.       | «Mama Don't Allow No Parkin'» |                        | 3:05     |  |
| 3.       | «Meet Me on the Fourth Floor» |                        | 2:54     |  |
| 4.       | «Fast Phyllis»                | Lutz Doug Morris Koda  | 2:35     |  |
| 5.       | «I Get So Excited»            | Eddy Grant Derv Gordon | 2:54     |  |

| Lado dos |                                                 |                                |          |  |
| N.º      | Título                                          | Escritor(es)                   | Duración |  |
| 1.       | «Ostrich»                                       |                                | 2:52     |  |
| 2.       | «I Got It Bad for You»                          |                                | 2:35     |  |
| 3.       | «Hey Little Girl»                               | Bobby Stevenson Otis Blackwell | 2:05     |  |
| 4.       | «I've Got Love If You Want It / I'm a King Bee» | James Moore                    | 4:14     |  |
| 5.       | «I'm the Leader of the Gang»                    | Gary Glitter Mike Leander      | 3:33     |  |

## Créditos y personal
Créditos adaptados desde las notas de álbum de School Punks.
Brownsville Station
- Cub Koda – voces, guitarra, armónica
- Michael “Sam” Lutz – voces, bajo eléctrico
- Henry “H-Bomb” Weck – batería, voces en «Hey Little Girl»

Personal técnico
- Doug Morris – productor
- Eric Stevens – productor
- Michael “Mickey D.” Delugg – ingeniero de audio
- Melinda Bordelon – ilustración
- Bob Defrin – director artístico

## Posicionamiento
| Gráfica (1974)                                  | Pico de posición |
| ----------------------------------------------- | ---------------- |
| Estados Unidos (Billboard Top LP's & Tape)      | 170              |
| Estados Unidos (Cash Box Top 100 Albums Cont'd) | 133              |
| Estados Unidos (Record World Album Chart)       | 172              |